# بطولة العالم لسباق الدراجات على الطريق 1938
بطولة العالم لسباق الدراجات على الطريق 1938 هي الدورة ال18 من بطولة العالم لسباق الدراجات على الطريق، أجريت في فالكنبورخ آن دي خول، هولندا.

## النتائج النهائية
| المسابقة            | ذهبية                | فضية               | برونزية            |
| ------------------- | -------------------- | ------------------ | ------------------ |
| الرجال              |                      |                    |                    |
| سباق الطريق المداري | مارسيل كينت (بلجيكا) | بول إيغلي (سويسرا) | ليو أمبرج (سويسرا) |